# 내무부 삼기
내무부 삼기(중국어: 内务府三旗), 약칭 내삼기(内三旗) 또는 상삼기 포의(上三旗包衣)는 양황기, 정황기, 정백기 포의로 구성되어 있다.
상삼기 포의는 청나라 황제 직속 포의 아하 (만주어: ᠪᠣᠣᡳ
ᠠᡥᠠ, 목인덕: booi aha. 노복)이다. 상삼기 포의와 종실인 왕공의 집에 속한 하오기 포의로 내팔기를 구성하였다. 순치 18년 (1661년), 청나라가 두 차례 내무부를 설치하고, 청나라가 멸망할 때까지 복무했다. 팔기였던 만주기가 나눠져 있던 포의는 내무부의 분립으로 인해 원기와 분리되었다. 더 이상 원기 만주 도통에 통할하지 않게 되었다. 청나라 관헌의 전적에는 원래 깃발 뒤에 붙는다. 내무부 삼기의 형성은 청나라 황제가 삼기를 독차지 하고 팔기에서 경제. 군사. 정치적 절재적 우위를 확립한 산물이라고 보는 연구자도 있다. 내무부 삼기는 "만주 초기 사회 축노제의 잔재를 간직하고 있다"고 한다. 사회생활에서 상삼기 포의는 일반 기인과 동일한 등급에 있다 (포의 참조).
상삼기 포의는 좌령과 관령을 세워 참령에 속하게 했다. 인원과 대부분의 사무는 내무부가 관리하며, 즉 내무부의 "장상삼기포의의 정령"이다. 만주도통은 내무부 포의기인 장교와 병사 등의 급료, 쌀과 곡물의 배급 등 일부 사무를 도왔다.

## 참령, 좌령, 관령 수량
강희제 시기, 처음 설치 되었을 땐 만주좌령 9명, 기고좌령 12명, 고려(조선)좌령 1명, 관령 20명이었다. 강희제는 삼번의 난을 평정한 뒤, 죄번 인구를 대거 내무부 삼기에 편입시켰다. 강희 34년 (1695년)에는 만주좌령 15명, 기고좌령 18명, 조선좌령 2명, 관령 30명으로 늘었다. 연구자들은 《내무부 판매 문서》의 예비 고증에 따르면, 30개 관리 중 최소 23개에는 "죄번"과 "죄신" 가인이 있다. 건륭 25년 (1760년), 내무부 정백기에 속하는 회자좌령을 편립했다. 건륭 41년 (1776년), 내무부 정백기에 속하는 번자좌령을 편제했다. 건륭제는 하오기 포의를 포함하여 많은 한군을 출기시켰다. 상삼기 포의는 그 목록에 포함되지 않았다.
가경 연간에 완성된 책 《흠정팔기통지》에 기록된 삼기 포의 참령의 수는 다음과 같다.
- 양황기 포의에는 다섯 개의 참령이 있는데, 제1참령은 좌령 1개와 관령 3개를, 제2참령은 좌령 2개와 관령 2개를, 제3참령은 좌령 2개와 관령 2개를, 제4참령은 좌령 2개와 관령 2개를, 제5참령은 좌령 4개와 관령 1개를 담당한다. 총 11명의 보좌관과 10명의 관리관이 있다.
- 정황기 포의에는 다섯 개의 참령이 있는데, 제1참령은 좌령 1개와 관령 3개를, 제2참령은 좌령 2개와 관령 2개를, 제3참령은 좌령 2개와 관령 2개를, 제4참령은 좌령 4개와 관령 1개를, 제5참령은 좌령 4개와 관령 2개를 담당한다. 총 만주좌령 5명, 예리좌령 2명, 기고좌령 6명, 관리령 10명이다
- 정백기 포의에는 다섯 개의 참령이 있는데, 제1참령은 좌령 1개와 관령 3개를, 제2참령은 좌령 2개와 관령 2개를, 제3참령은 좌령 2개와 관령 2개를, 제4참령은 좌령 2개와 관령 2개를, 제5참령은 좌령 5개와 관령 1개를 담당한다. 총 만주좌령 5명, 기고좌령 6명, 회자좌령 1명, 관리령 10명이다